# Zsana
Zsana es un pueblo en el condado de Bács-Kiskun, en la región de la Gran Llanura del Sur del sur de Hungría.

## Geografía
Tiene una superficie de 87,94 kilómetros cuadrados y una población de 666 habitantes en 2024.

## Historia
El 24 de enero de 1979 se produjo una importante erupción de un gasoducto, conocida como la erupción de gas de Zsana de 1979, que tardó semanas en extinguirse.